# Martinusroute

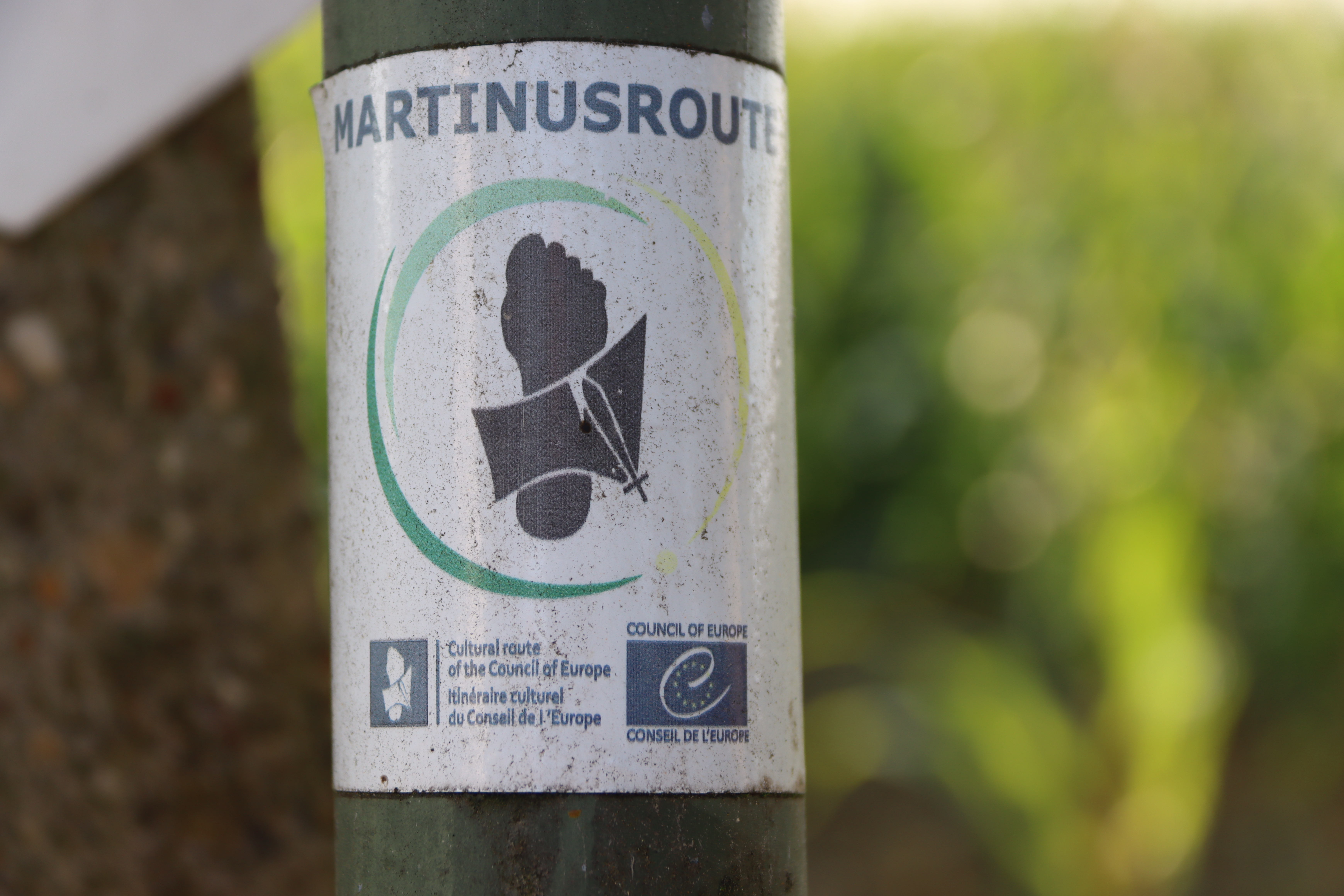

De Martinusroute is een toeristische route (toeristische autoroute en wandelroute) in Frankrijk, België en Nederland. De route werd in 2005 erkend door de Raad van Europa als Europese Culturele Route. Ze verbindt plaatsen die een band hebben met Sint-Martinus van Tours (Sint-Maarten). De route loopt van de Franse stad Tours via België (Menen, Ieper, Gent, Mechelen, Beveren, Antwerpen) naar Nederland via Utrecht tot Groningen (Martinuspad).